# Sette continenti, un solo pianeta
Sette continenti, un solo pianeta (Seven Worlds, One Planet) è una serie di documentari televisivi prodotta dalla BBC Natural History Unit. Suddivisa in sette episodi, ognuno dei quali incentrato su un continente, è stata trasmessa a partire dal 27 ottobre 2019 ed è narrata e presentata dal naturalista David Attenborough. La sua produzione ha comportato il lavoro di uno staff di oltre 1500 persone, per un totale di oltre 1794 giorni di riprese: in tutto sono state filmate 92 scene in 41 paesi diversi. In Italia, la serie è stata trasmessa per la prima volta nell'estate 2020, in versione ridotta, all'interno del programma Superquark e replicata nuovamente, stavolta in versione integrale, l'anno successivo a Superquark natura.

## Episodi
I dati dell'audience sono tratti da BARB.
(Introduzione di David Attenborough)

### Antartide
- Produzione: Fredi Devas
- Messa in onda originale: 27 ottobre 2019
- Messa in onda italiana: 15 luglio 2020
- Telespettatori (nel Regno Unito): 8,98 milioni

L'Antartide è il più freddo, ventoso e ostile dei continenti. Solo i più tenaci possono sopravvivere qui: dalle foche di Weddell che si fanno strada attraverso il ghiaccio con i denti alle stelle marine colorate che tappezzano il fondo del mare sotto la banchisa. Enormi colonie di pinguini reali affollano qualsiasi terra libera dai ghiacci ed elefanti marini di quattro tonnellate combattono per ritagliarsi un territorio sulla spiaggia. La vita si spinge qui perché l'oceano che circonda il continente è incredibilmente ricco. Tuttavia, le acque dell'oceano si stanno riscaldando e il futuro delle creature che vivono qui è incerto. I pulcini di albatro testa grigia combattono per sopravvivere alle forti tempeste che spazzano la Georgia del Sud, mentre le balene franche australi si stanno riprendendo lentamente dall'annientamento quasi totale per mano dell'industria baleniera e i pinguini papua devono affrontano le orche in mare aperto e intraprendere un pericoloso viaggio attraverso una zona di banchisa irregolare dove vivono le foche leopardo. C'è ancora speranza per questo continente ghiacciato: migliaia di pinguini, foche, albatri e oltre un centinaio di grandi balene si nutrono di banchi di krill, mentre sotto la banchisa, sul fondale marino, un intero ecosistema di anemoni di mare, stelle marine, nudibranchi, meduse e vermi nematodi giganti trascorre la propria vita nelle profondità ghiacciate.

### Asia
- Produzione: Emma Napper
- Messa in onda originale: 3 novembre 2019
- Messa in onda italiana: 22 luglio 2020
- Telespettatori (nel Regno Unito): 8,86 milioni

L'Asia – il continente più vario ed estremo – si estende dal circolo polare artico all'equatore. I trichechi si radunano in gran numero nel gelido Nord, solo per rischiare di cadere e morire dopo aver scalato le scogliere per sfuggire agli orsi polari. Gli orsi bruni della Kamčatka vagano per i remoti vulcani russi della penisola della Kamčatka e gli oranghi si arrampicano in alto sugli alberi delle foreste pluviali indonesiane alla ricerca di manghi. Questo è un mondo di creature che si lasciano vedere molto raramente, dal rinopiteco dorato delle foreste montane della Cina, simile a uno yeti, al predatore più bizzarro del caldo deserto di Lut, in Iran, la vipera cornuta dalla coda di ragno, che si mimetizza tra le rocce e inganna gli uccelli migratori inducendoli ad attaccare la sua coda specializzata.
Nell'India settentrionale, due maschi di lucertola Sarada competono per ottenere il diritto al territorio e alle femmine al suo interno, sollevando lembi di pelle dai colori vivaci sul collo. L'Asia è il più grande di tutti i continenti, ma sembra che non ci sia abbastanza spazio per la fauna selvatica, dal momento che gli esseri umani stanno distruggendo l'Indonesia per creare vaste piantagioni di palma da olio. Le giungle profonde offrono rifugio agli ultimi rinoceronti di Sumatra, una delle specie più minacciate da questa attività, che in alcuni casi vivono rinchiusi all'interno di recinti che li mettono al sicuro da bracconieri e taglialegna. Tuttavia, anche nel Sud-est asiatico non sono assenti casi di rispetto per la natura: i pescatori aiutano regolarmente i gruppi di squalo balena fornendo loro parte del pescato, nonostante il gigantesco pesce valga una fortuna in carne.

### Sudamerica
- Produzione: Chadden Hunter
- Messa in onda originale: 11 novembre 2019
- Messa in onda italiana: 29 luglio 2020
- Telespettatori (nel Regno Unito): 8,44 milioni

Il Sudamerica: il continente più ricco di specie sulla Terra. Dai vulcani delle Ande alla foresta pluviale più grande del mondo, l'Amazzonia, gli animali qui devono specializzarsi per ritagliarsi una nicchia. In Patagonia, una madre di puma si affida all'esperienza di una vita per catturare i guanachi, che pesano tre volte più di lei. Nella foresta nebulosa, gli orsi dagli occhiali, che si lasciano vedere solo di rado, si arrampicano per trenta metri nella volta per trovare frutti sfuggenti. I dendrobati usano metodi ingegnosi per tenere al sicuro i loro girini, mentre gli anaconda verdi tendono imboscate ai cebi cappuccini. Alle cascate dell'Iguazú, i rondoni bruni rischiano la vita per attraversare in volo una delle cascate più grandi della Terra.

### Australia
- Produzione: Emma Napper
- Messa in onda originale: 17 novembre 2019
- Messa in onda italiana: 12 agosto 2020
- Telespettatori (nel Regno Unito): 8,28 milioni

L'Australia, una terra separatasi dagli altri continenti fin dal tempo dei dinosauri. Isolati per milioni di anni, gli strani e meravigliosi animali evolutisi qui non hanno eguali sulla Terra. Nelle sue giungle abita il casuario, uno degli uccelli più pericolosi al mondo, che può raggiungere il metro e ottanta di altezza. Nell'entroterra, canguri e vombati sfidano le tempeste di neve e le foreste di eucalipti sono piene di predatori mai visti prima. Nel desertico Cuore Rosso del continente, i rettili bevono attraverso la loro pelle ed enormi stormi di parrocchetti ondulati volteggiano in cerca di acqua. Su isole segrete si aggirano i diavoli della Tasmania e al largo migliaia di squali si radunano per un evento raro.

### Europa
- Produzione: Giles Badger
- Messa in onda originale: 24 novembre 2019
- Messa in onda italiana: 19 agosto 2020
- Telespettatori (nel Regno Unito): 8,53 milioni

L'Europa, un continente affollato che nasconde animali sorprendenti in sacche residue di natura incontaminata. Sopra Gibilterra, l'unico primate non umano d'Europa, la bertuccia, conduce un'esistenza fatta di rapimenti e altri drammi, mentre i criceti europei che vivono nel cimitero di Vienna si nutrono dei fiori e della cera delle candele lasciati sulle tombe. Al calar della notte, i villaggi di montagna degli Appennini, in Italia, diventano il terreno di caccia del lupo italiano, mentre la rara lince iberica si nasconde nelle foreste della Spagna. Sulla superficie del Danubio, i voraci pellicani derubano i cormorani comuni del pesce catturato.
Nella profondità delle grotte della Slovenia, il proteo – una specie di salamandra che un tempo si riteneva fosse un cucciolo di drago – può vivere fino a cento anni, mentre ogni estate il fiume Tibisco, in Ungheria, diventa il palcoscenico per la miracolosa esibizione del fugaco ciclo vitale di una gigantesca specie di effimera. L'aspetto originario del continente europeo è stato quasi completamente alterato fino a diventare irriconoscibile, ma grazie all'intervento umano la popolazione della lince iberica è riuscita a riprendersi: un tempo sull'orlo dell'estinzione, grazie all'istituzione di riserve naturali e di programmi di riproduzione in cattività il numero di esemplari ha superato nel 2019 le 700 unità, rispetto ai meno di 200 del 2005.

### Nordamerica
- Produzione: Chadder Hunter
- Messa in onda originale: 1 dicembre 2019
- Messa in onda italiana: 26 agosto 2020
- Telespettatori (nel Regno Unito): 7,95 milioni

Nessun continente sperimenta cambiamenti stagionali così estremi come il Nordamerica. Dai tornado che spazzano le praterie ai venti artici che sconvolgono le paludi umide del Sud, questa è una terra dove riescono a prosperare solo animali pionieri. In inverno, le linci canadesi si aggirano nelle distese innevate dello Yukon alla ricerca di lepri scarpa da neve, mentre i lamantini della Florida e gli alligatori americani si dirigono verso le sorgenti termali per sfuggire al gelo. In primavera, i cani della prateria e le civette delle tane trascorrono il loro tempo prendendosi cura dei piccoli, pur rimanendo diffidenti nei confronti dei tassi americani. Nei torrenti del Tennessee, i pesci costruiscono spettacolari piramidi subacquee per trovare una compagna. I tarponi atlantici e gli squali pinna nera non si lasciano intimidire dai bagnanti mentre cacciano i cefali grigi lungo le spiagge della Florida. Le lucciole illuminano le foreste durante le notti estive, i corridori della strada percorrono gli spettacolari deserti dell'Arizona e gli orsi polari sulle rive della baia di Hudson hanno imparato un nuovo metodo ingegnoso per adattarsi alle estati più calde, saltando dagli scogli per catturare i beluga.

### Africa
- Produzione: Giles Badger
- Messa in onda originale: 8 dicembre 2019
- Messa in onda italiana: 1 settembre 2020
- Telespettatori (nel Regno Unito): 7,68 milioni

L'Africa ospita i più grandi raduni di animali selvatici del pianeta, ma anche in questa terra di abbondanza la fauna selvatica deve affrontare enormi sfide. Nelle giungle, i giovani scimpanzé imparano a usare gli strumenti per trovare il cibo. Nella savana, un gruppo di fratelli di ghepardo si allea per catturare un topi grande il doppio di loro. E nei laghi di acqua dolce cristallina, le premurose madri ciclidi vengono ingannate dal pesce gatto cuculo. Anche i deserti africani sono habitat ostili. Nel Namib, le  iene brune fanno lunghe camminate per trovare cibo sulla spiaggia, mentre nel deserto del Kalahari il bizzarro oritteropo scava in profondità per trovare un pasto. Ma per gran parte della fauna selvatica africana la minaccia più grande sono gli esseri umani.

### Continents of Wonder
- Messa in onda originale: 8 dicembre 2019
- Telespettatori (nel Regno Unito): 7,68 milioni

Episodio inedito in Italia, è una raccolta delle immagini più spettacolari della serie.
(Chiusura di David Attenborough)

## Musica
Alla canzone Out There, scritta appositamente per la serie, hanno collaborato Sia, Chris Braide e Hans Zimmer. La colonna sonora televisiva originale, intitolata Seven Worlds One Planet Suite, è stata realizzata da Zimmer e Jacob Shea, mentre quest'ultimo ha scritto la colonna sonora della serie.